# South African National Biodiversity Institute
Das South African National Biodiversity Institute (SANBI, deutsch: „Südafrikanisches Nationalinstitut für Biodiversität“) dient den Zielen und staatlichen Grundsätzen einer nachhaltigen Entwicklung in Südafrika, der Informationsbereitstellung, der Forschung und Entwicklung im Bereich Biodiversität sowie dem Management davon tangierter Ressourcen. Das Institut wurde am 1. September 2004 auf Basis des National Environmental Management: Biodiversity Act (Act No 10 of 2004) gegründet. Es ist auf dieser Grundlage mit einer eigenen Rechtspersönlichkeit ausgestattet und erfüllt hoheitliche Aufgaben. Der Sitz befindet sich in Pretoria, im Stadtteil Brummeria.
Das SANBI folgt seiner Vorgängerinstitution National Botanical Institute (NBI), das 1989 aus dem Zusammenschluss von National Botanic Gardens und dem Botanical Research Institute hervorging.
Im Aufgabenfeld des Instituts liegt es, die Nutzung von Biodiversitätsdaten zu erleichtern, die Informations- und Wissensentwicklung zu fördern und entsprechende Kapazitäten aufzubauen. Mit den unter seiner Leitung bestehenden botanischen und zoologischen Einrichtungen werden Potenziale der Biodiversität bewahrt und der Öffentlichkeit zugänglich gemacht. Zudem gibt es weitere Einrichtungen dieser Arbeitsweise in Südafrika, die von anderen Trägerinstitutionen unterhalten werden.

## Angeschlossene Einrichtungen
Botanische Gärten
- Free State National Botanical Garden (gegründet 1965)
- Hantam National Botanical Garden (1960, 2008)
- Harold Porter National Botanical Garden (1940, 1959)
- Karoo Desert National Botanical Garden (1921)
- Kirstenbosch National Botanical Garden (1913)
- KwaZulu-Natal National Botanical Garden (1874)
- Kwelera National Botanical Garden (2014)
- Lowveld National Botanical Garden (1969)
- Pretoria National Botanical Garden (1946)
- Thohoyandou Botanical Garden
- Walter Sisulu National Botanical Garden (1982)

Zoologische Gärten
- National Zoological Garden of South Africa, gegründet 1899
- Mokopane Biodiversity Conservation Centre, gegründet 1979

Herbarien
- National Herbarium in Pretoria, gegründet 1903[5]
- KwaZulu-Natal Herbarium in Durban, gegründet 1882[6]
- Compton Herbarium in Kapstadt, gegründet 1937[7]